# Mathieu Puigségur
Ne doit pas être confondu avec Laurent Puigségur.
Mathieu Puigségur est un joueur français de blackball.

## Palmarès
- Vice-champion de France par équipe en 2003
- Double champion de France
- Vice-Champion lors des championnats du monde à Cork (Irlande).